# Mokry Endre
Mokry Endre (Monostorszeg, 1827. április 26. – Budapest, 1889. január 15.) főmérnök és miniszteri osztálytanácsos.

## Élete
Mokry György Samu és Ágoston Vilma fia. Az algimnáziumot Újverbászon Godra Mihály, 1839-40-ben Pesten Kanya Pál, 1840-1841-ben Eperjesen Keresztessy tanárok alatt végezte. Nagyon szerette a zenét, különösen a zongorát, melyet apjától és Pesten Fáy zongoramestertől tanult meg, így Eperjesen a Kesseltancz családnál a zongoratanításért teljes ellátást szerzett; ugyanitt végezte 1841-1843-ban a humaniorákat is, 1845-1847-ben pedig Pozsonyban, az evangélikus líceumban a bölcseletet; itt szintén zongoratanítással tartotta fenn magát. 1845-1848-ban a bécsi polytechnikumon a műszaki tudományokat hallgatta és 1848 májusában Pestre tért vissza, ahol néhány havi magántanulás után mérnöki oklevelet nyert. Ekkor haza ment és a Ferencz-csatornánál Verbászon kapott alkalmazást mint dijnok, napi 48 pengő koronával.
Szeptember ő is honvéd lett az I. magyar utász-zászlóaljban; decemberben hadnaggyá, 1849. júniusban főhadnaggyá nevezték ki. Pöltenberg Ernő tábornok hadosztályában részt vett a váci, ipolysági, selmeci, iglói, branyiszkói, kápolnai, hatvani, nagysarlói, komáromi csatákban, ez utóbbiakban a Garam és Duna áthidalásánál működött. Világosnál tette le a fegyvert és társaival gyalog ment Innsbruckba, ahol a 30. számú gróf Nugent gyalogezredbe sorozták be mint közkatonát; részt kellett vennie 1850-ben a Schleswig-Holstein elleni háborúban és csak egy és háromnegyed évi szolgálat után bocsátották szabadon Altonából 500 forint váltságdíj lefizetése mellett mint manipulans őrmestert. 1851. május 31-én véglegesen fölmentették.
1851. június 7-én mint műszaki díjnokot nevezték ki a Ferenc-csatornához Verbászon; innét Monostorra került Sauter József mérnök mellé. 1852. augusztus 3-án a bécsi császári és királyi General-Bau-Direction építészeti gyakornokká nevezte ki. A módosi (Torontál megye) expozitúra vezetésével bízták meg; hatásköre a módosi, zichyfalvi s újpécsi járásokra és azok 33 községére terjedt ki, magában foglalván a középületek, utak, a Berzava-csatorna sat. körüli műszaki teendőket. 1854. márciusban a módosi expozitúrát feloszlatták és őt a Béga-csatorna mérnöki hivatalába osztották be Temesvárra. Ez időtől fogva minden idejét a Béga-völgy vízrendszerének tanulmányozására szentelte és szakismereteit e téren igyekezett érvényesíteni. 1854. október 8-án II. osztályú királyi segédmérnökké, 1867. szeptember 12-én pedig II. osztályú királyi mérnökké nevezték ki. Közben 1863. augusztus 3-án hivatalfőnökének, Haky Dánielnek elhunytával ideiglenesen, 1876. március 26-án pedig végleg bízták meg a hivatal vezetésével. 1873. szeptember 14-ig maradt a Bégánál; utóbb mint I. osztályú királyi mérnök, s ez időszakbeli tanulmányainak gyümölcse az az értekezés, melyet később (1880. augusztus 25-én meg is jelent) a magyar mérnök- és építészegylet temesvári egyetemes szakülésén: A bánáti vizek szabályozásának történeti ismertetése címmel már mint építési felügyelő, felolvasott.
1873. szeptember 14-én Budapestre a közmunka és közlekedésügyi minisztériumba rendelték be szolgálattételre és 1875. január 13-án II. osztályú miniszter főmérnök lett. Itt érte 1876. november 26-án a II. osztályú országos középítési felügyelői állás. 1881-ben a műszaki tanács szervezésekor ebbe mint felügyelőt osztották be. 1883. november 29-én nevezték ki II. osztályú miniszteri osztálytanácsosnak és 1884-ben reá bízták a műszaki tanácsban a vízépítő (II.) osztály vezetését. 1887. február 26-án I. osztályú miniszter osztálytanácsossá lépett elő és mikor 1888-ban a műszaki tanácsot feloszlatták, a dunai osztály műszaki vezetését vette át. 1888 végén a túlságos szellemi munkával való megerőltetés következtében agyhártyagyuladást kapott és 1889. január 15-én meghalt Budapesten.
A Magyar Mérnök- és Építész-egylet Közlönyének munkatársa volt.
De Legréné: Hajózás a szárazföldi vizeken című munkáját, melyet Kvassay Jenő Birly József társaságában fordított (a M. Mérnök- és Építész-egylet Kiadó-Vállalata V-VII. Bpest, 1885-86., 1888.) az eredetivel összeegyeztette.